# Tereza Maxová
Tereza Maxová (* 31. srpna 1971 Pardubice) je česká modelka a manažerka, žijící střídavě v Praze a Turecku.

## Osobní život
Narodila se 31. srpna 1971 v Pardubicích. V roce 1975 se s rodinou přestěhovala do Ústí nad Labem, kde v roce 1985 ukončila základní školu se sportovně-atletickým zaměřením.
Po úspěšných přijímacích zkouškách nastoupila na Gymnázium Budějovická v Praze. Po maturitě v roce 1989 byla přijata ke studiu na Právnické fakultě Univerzity Karlovy.
S vidinou cestování a nových zkušeností se v sedmnácti letech zúčastnila konkurzu francouzské modelingové agentury Madison. Její profesionální kariéra začala v roce 1989, kdy krátce po Sametové revoluci odjela do Paříže.
V březnu 2000 se v Dánsku provdala za tenistu Frederika Fetterleina a v září 2000 se jí narodil syn Tobias Joshua Maxa Fetterlein. Manželství se však rozpadlo.
V říjnu 2016 se provdala za tureckého podnikatele Buraka Öymena, s nímž má dceru Mínu (nar. v červnu 2009) a syna Aidena (nar. v září 2011). S rodinou žije v Praze, druhý domov má v tureckém letovisku Kaplankaya poblíž Bodrumu, kde bydlí manželova rodina.

## Ocenění
V roce 2012 získala ocenění Významná česká žena ve světě.
V roce 2016 převzala ve španělské Marbelle cenu Starlite Gala Humanitarian Award z rukou patrona charitativní organizace Antonia Banderase.
V roce 2018 získala ocenění za přínos ochraně dětí na mezinárodní konferenci International Society for the Prevention of Child Abuse & Neglect (ISPCAN) v Praze.
Opakovaně bodovala v anketě Hospodářských novin TOP ženy Česka, kde se umisťuje mezi 25 Top ženami veřejné sféry – naposledy v roce 2021.
V květnu 2022 Česká pošta vydala výroční sadu známek s portrétem Terezy Maxové, připomínající 25 let charitativní činnosti Nadace Terezy Maxové a její patronky. Autorkou výtvarného zpracování známky je designerka Zuzana Lednická, která využila 25 kresbiček dětí z dětských domovů.

## Modelingová kariéra

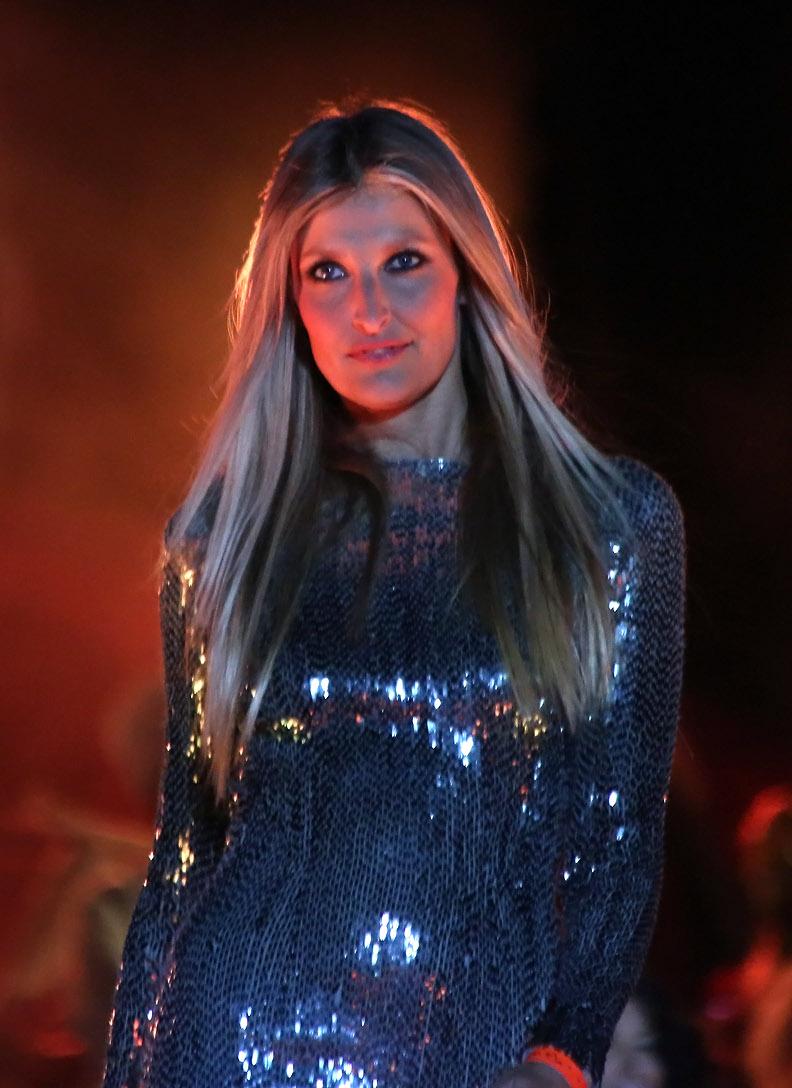
Tereza Maxová, 2013

V sedmnácti letech se zúčastnila s kamarádkou Evou Herzigovou, v době stále panujícího komunismu, konkurzu francouzské modelingové agentury.
Její profesionální kariéra začala v roce 1989, kdy krátce před sametovou revolucí odjela do Paříže.
Během modelingové kariéry spolupracovala s řadou známých fotografů od Patrika Demarcheliera, až po Maria Testina a Petera Lindberga.
Její tvář byla titulní straně britského Vogue, stejně jako na předních stranách Elle, Marie Claire a Glamouru. Prošla po významných přehlídkových molech – Dior, Chanel, Prada, Gucci, Yves Saint-Laurent, Ralph Lauren a byla tváří pro reklamní kampaně značek jako jsou Karl Lagerfeld, Donna Karan, Hermés, La Perla, Vichy, Oriflame a L´Oréal.

## Nadace Terezy Maxové dětem
Její návštěva pražského kojeneckého ústavu v roce 1996 se změnila v dlouholetou pomoc opuštěným dětem. V roce 1997 založila nadaci nesoucí její jméno. Ta se věnuje prevenci nežádoucího odebírání dětí z rodinného prostředí, podpoře náhradního rodičovství a pomoci dětem vyrůstajícím v ústavní výchově především v oblasti kompenzace možností vzdělávání, uplatnění a harmonického rozvoje. Od prvotního zaměření na pomoc opuštěným dětem v dětských domovech a dětských centrech (dříve kojeneckých ústavech) se tak činnost nadace rozšířila také na pomoc dětem z náhradní rodinné péče a adoptivní péče, rodičům samoživitelům a rodinám v krizi.
V roce 2022 oslavila nadace čtvrt století existence. Za tu dobu rozdala bezmála půl miliardy korun, v roce 2021 rozdělila více než 20 milionů korun.
Nadace Terezy Maxové dětem je členem Asociace nadací, Fóra dárců, které jí v roce 2011 udělilo svou Známku kvality, a také platformy Aliance odpovědných pořadatelů veřejných sbírek Fóra dárců.
Od roku 2009 organizuje nadační fundraisingový projekt TERIBEAR, který reaguje na vysoký počet dětí, které v České republice musí vyrůstat v ústavní péči. Prodejem charitativních výrobků z limitovaných kolekcí, které pro TERIBEAR vytváří designeři jako Klára Nademlýnská, Rony Plesl nebo Vladimír Žák, získává nadace další finanční prostředky na podporu svého poslání. TERIBEAR získal prestižní ocenění v soutěži Top Firemní filantrop Fóra dárců.
Od roku 2015 každoročně pořádá několikadenní sportovně-charitativní happening TERIBEAR hýbe Prahou, který vstoupil do povědomí české veřejnosti díky ve své době novátorskému konceptu komunitního fundraisingu spojeného se sportovní akcí. Účastníci pohybem pomáhají získat finance na podporu ohrožených a opuštěných dětí. V letech 2020–2021 se akce z důvodů pandemie přesunula do online prostředí pod názvem Hýbejte se s TERIBEARem a zapojilo se do ní přes 20 tisíc lidí.